# 小行星21424
小行星21424（21424 Faithchang）是一颗绕太阳运转的小行星，为主小行星带小行星。该小行星于1998年3月24日发现。

## 轨道参数
小行星21424的轨道半长轴为2.1816772 UA，离心率为0.097。